# Wolisko (Możdżany)
Wolisko (niem. Waldsee, do 1938 Walisko) – osada wsi Możdżany w Polsce, położona w województwie warmińsko-mazurskim, w powiecie giżyckim, w gminie Kruklanki.
W latach 1975–1998 osada należała administracyjnie do województwa suwalskiego.
Położona jest nad jeziorem Wolisko.
Nieopodal znajdującej się na skraju Puszczy Boreckiej leśniczówki znajduje się zagroda żubrów z tarasem widokowym.